# Лопарёва, Евгения Александровна
Евгения Александровна Лопарёва (род. 30 мая 2000 года в Москве, Россия) — российская и французская фигуристка, выступающая в танцах на льду с Жоффре Бриссо. Они — серебряные призёры чемпионата Европы (2025), победители этапа Гран-при Grand Prix de France (2024), бронзовые призёры этапа Гран-при Skate America (2023), бронзовые призёры этапа Гран-при Skate Canada (2024), трёхкратные чемпионы Франции (2023-2025) и двукратные серебряные призёры чемпионата Франции (2021, 2022).
По состоянию на 5 мая года пара Лопарёва / Бриссо занимает 4-е место в рейтинге Международного союза конькобежцев (ИСУ).

## Биография
Евгения Лопарёва родилась в Москве 30 мая 2000 года. Она получила французское гражданство в мае 2022 года.

## Карьера

### Ранние годы
Евгения начала учиться кататься на коньках в 2004 году в возрасте четырёх лет. В 12 лет ушла в танцы на льду. До 2017 года представляла Россию в паре с Алексеем Карпушовым. С ним она в 2016 году в Чехии и в 2017 году в Австрии принимала участие в юниорских этапах Гран-при, где останавливалась в шаге от пьедестала. После турнира в Австрии пара прекратила существование.

### 2018/2019: переход во Францию, первый сезон с Жофреем Бриссо
Перед началом сезона 2018/2019 Лопарёва объединилась с фигуристом из Франции Жоффре Бриссо. Новая пара решила, что будет представлять Францию. Дебют на международном уровня состоялся на турнире Egna Dance Trophy, где новоиспечённая пара заняла второе место. На юниорском чемпионате мира французский дуэт замкнул десятку.

### 2019/2020: дебют на взрослом уровне
Дебют на взрослых соревнованиях произошёл на турнире серии «Челленджер» Nepela Memorial. Пара заняла шестое место, опередив несколько опытных дуэтов. В середине ноября французы выступили на турнире Warsaw Cup, где остановились в шаге от пьедестала. На своём первом взрослом чемпионате Франции Евгения и Жоффре завоевали бронзовые медали. В конце января 2020 года французская пара дебютировала на взрослом чемпионате Европы в австрийском Граце, заняв итоговое пятнадцатое место.

### 2020/2021: пандемия, сложное межсезонье, дебют на чемпионате мире
Из-за пандемии коронавируса пара не могла летом вместе тренироваться. Сначала Жоффре не смог приехать в Россию, а Евгении удалось попасть во Францию только в конце августа.
Евгения и Жоффре должны были дебютировать на своём первом этапе Гран-при Internationaux de France, но соревнования были отменены из-за пандемии. В начале февраля на чемпионате Франции в отсутствие лидеров сборной Габриэллы Пападакис и Гийома Сизерона пара завоевала серебряные медали. Пападакис и Сизерон отказались от участия в чемпионате мира в Стокгольме, что привело к дебюту Евгении и Жоффре на мировом первенстве. Они заняли семнадцатое место, что в сочетании с шестнадцатым местом другой французской танцевальной команды, участвовавшей в турнире, обеспечило Франции одно место на Олимпийских играх 2022, а также на чемпионате мира в следующем году.

### 2021/2022: дебют на этапах Гран-при, топ-10 чемпионата Европы
Свой новый сезон пара начала на турнире серии «Челленджер» Lombaria Trophy, где из-за срыва твизлов в произвольном танце они стали лишь восьмыми. Затем они выступили на Cup of Nice, где завоевали серебряные медали. В начале ноября Евгения и Жоффре дебютировали на этапе Гран-при Gran Premio d’Italia, где стали шестыми. Через несколько недель на домашнем этапе остановились в шаге от пьедестала, став четвёртыми, обойдя несколько более опытных и известных дуэтов. По итогам коммерческой серии Лопарёва сказала, что они «очень довольны результатом» своего первого сезона Гран-при.
В декабре на национальном чемпионате пара стала второй, подтвердив своё звание второго дуэта страны, уступив только Пападакис и Сизерону. В середине января пара выступила на чемпионате Европы в Таллине. На турнире Евгения и Жоффре вошли в десятку лучших, обновив все новые личные рекорды.

### 2022/2023: медаль этапа Гран-при и золото чемпионата Франции
Лопарёва / Бриссо выиграли серебряную медаль на турнире серии «Челленджер» в Будапеште в своём первом международном выступлении в сезоне. Для пары это была первая медаль на подобном уровне. Поскольку Габриэлла Пападакис и Гийом Сизерон решили пропустить этот сезон, Евгения и Жоффре стали самой опытной французской парой, назначенной для участия на домашнем этапе Гран-при, где они выиграли бронзовую медаль, свою первую на коммерческой серии. На своём втором этапе в Японии они стали пятыми.
На чемпионате Франции в Руане Лопарёва и Бриссо впервые в своей карьере выиграли национальный титул. На чемпионате Европы в Эспоо они заняли шестое место в ритм-танце, уступив место в финальной разминке произвольного танца чехам Натали Ташлеровой / Филипу Ташлерову 0,42 балла. Они обогнали чехов в произвольном танце, заняв пятое место в общем зачёте. На чемпионате мира французский дуэт допустил несколько ошибок, в том числе в произвольном танце произошло падение не на элементе, что не позволило им подняться выше двенадцатого места. Евгения и Жоффре завершили сезон на командном чемпионате мира, впервые войдя в состав сборной Франции. В ритм-танце они стали пятыми, в произвольном танце четвёртыми, установив в этом сегменте свой лучший результат. Сборная Франции заняла пятое место.

### 2023/2024: две медали Гран-при, топ-10 чемпионата мира
Новой темой ритм-танца была музыка 1980-х годов. Французский дуэт захотел выбрать менее традиционный вариант и по рекомендации своего тренера взял композиции французской певицы Милен Фармер. Произвольный танец представлял собой «биографический» рассказ с использованием музыки композитора Сергея Рахманинова, где Бриссо играл Рахманинова, а Лопарёва — его «музу и вдохновение».

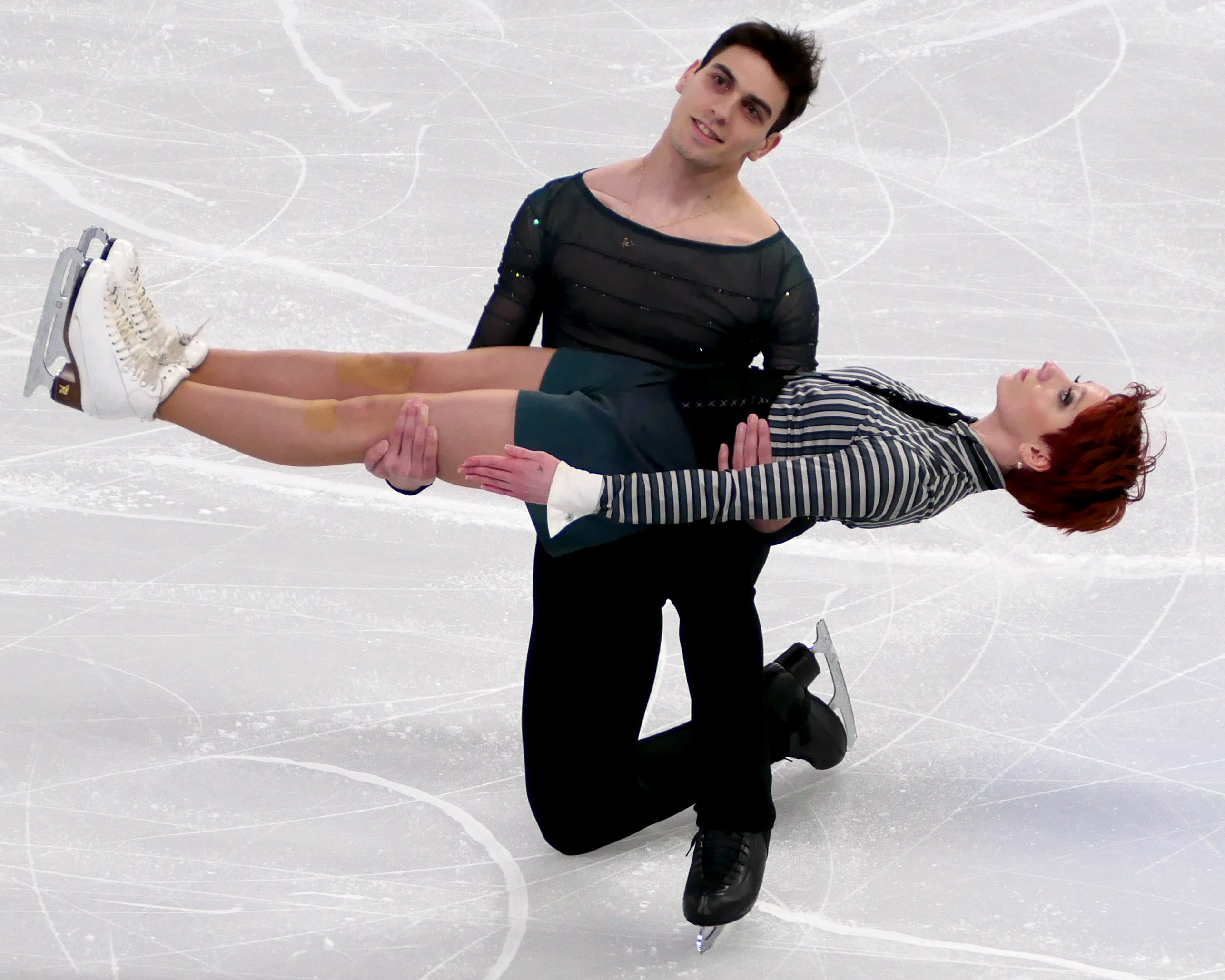
Выступление на чемпионате мира

Новый сезон Евгения и Жоффре начали на турнире серии «Челленджер» Autumn Classic International, выиграв серебряную медаль. Их пригласили принять участие в турнире Shanghai Trophy, где они стали серебряными призёрами. Первым этапом Гран-при нового сезона стал турнир Skate America, где они заняли третье место в ритм-танце, отстав всего на 0,60 балла от канадских товарищей по тренировкам Лажуа и Лага. В произвольном танце они также стали третьими, что принесло им первую медаль Гран-при вне домашних стен. Лопарёва назвала результат «очень особенным», учитывая большую конкуренцию. На домашнем Гран-при Лопарёва / Бриссо финишировали третьими в обоих танцах и завоевали бронзовую медаль. Они отметили некоторые технические проблемы, в частности потерю уровня в танцевальном вращении в произвольном танце. Бриссо сказал: «Мы чувствуем, что улучшаемся постепенно, шаг за шагом». После Гран-при дуэт выиграл золото на «Челленджере» Warsaw Cup.
Сохранив титул чемпионов Франции, Лопарёва / Бриссо выступили на чемпионате Европы, где заняли четвёртое место в общем зачёте, отстав на 6,20 балла от бронзовых призёров Рид / Амбрулявичюса из Литвы.
Евгения и Жоффре завершили сезон на чемпионате мира в Монреале, где заняли седьмое место в ритм-танце, впервые преодолев барьер в 80 баллов. После произвольного танца они опустились на восьмое место, но им удалось впервые набрать 120 баллов в произвольном танце и 200 баллов по сумме двух танцев, что Жоффре назвал «подарком», отметив, что произвольный танец произошёл в его день рождения.

### 2024/2025: серебро чемпионата Европы, победа на этапе Гран-при

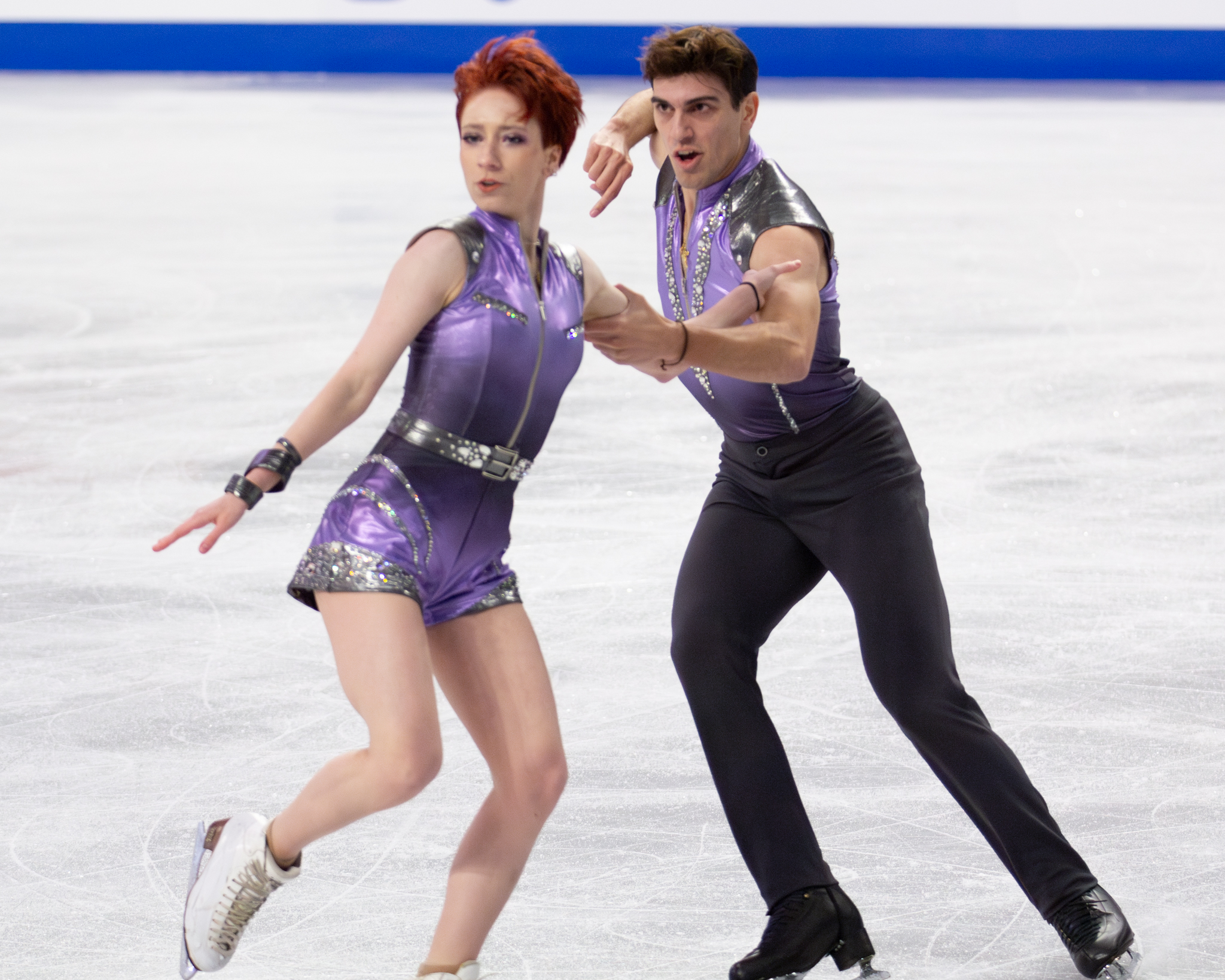
«Rasputin» в исполнении Лопарёвой и Бриссо на Skate Canada

Тема нового ритмического танца - три десятилетия в музыке. Можно использовать музыку от 50-х до 70-х годов. Евгения и Жоффре выбрали композиции группы Boney M «Nightflight to Venus» и «Rasputin». В произвольном танце они решили использовать успех своего последнего показательного выступления. Танец был поставлен Гийомом Сизероном в техно-авангардном стиле под композиции французского музыканта BFRND. 
Первым международным стартом сезона для Евгении и Жоффре стал турнир Shanghai Trophy, где они второй год подряд завоевали серебряную медаль. В конце октября пара выступила на своём первом Гран-при сезона на Skate Canada, где завоевали бронзовую медаль. Через неделю французский дуэт выступил на домашнем этапе Гран-при, где одержали неожиданную победу после того, как фавориты турнира Шарлен Гиньяр и Марко Фаббри допустили ошибку в произвольном танце. Лопарёва сказала, что она «лишилась дара речи и была шокирована» результатом, добавив, что было «потрясающе» достичь своей цели и впервые в карьере попасть в финал Гран-при. Далее Лопарёва и Бриссо выступили на двух турнирах серии «Челленджер»: Tallinn Trophy и Warsaw Cup, где завоевали две золотые медали.
На своём первом финале Гран-при, который прошёл на домашнем льду в Гренобле, Лопарёва / Бриссо заняли шестое место. Оба высоко оценили поддержку, которую они получили от французских болельщиков, Бриссо заметил: «Когда вы начинаете делать первый элемент, они хлопают. Это здорово!». Две недели спустя они в третий раз подряд стали чемпионами Франции. 
Изначально чемпионат Европы в Таллине воспринимался как противостояние между действующими чемпионами Гиньяр / Фаббри и британской парой Фир / Гибсон, но Лопарёва / Бриссо неожиданно заняли второе место в ритм-танце, обойдя британцев на 1,18 балла. На следующий день они стали четвёртыми в произвольном танце, но этого хватило, чтобы удержать серебряную медаль — свою первую на чемпионатах Европы. Бриссо впоследствии признался: «Это сюрприз — занять второе место. Мы хотели приехать за медалью, но мы совсем не ожидали серебра». 
На чемпионате мира в Бостоне французская пара стала девятой по итогам обоих танцев, но, как и год назад, заняли восьмое место в итоговой турнирной таблице.

## Программы
(с Ж.Бриссо)
| Сезон     | Ритм-танец | Произвольный танец | Показательные номера                                                            |
| --------- | --- | --- | ------------------------------------------------------------------------------- |

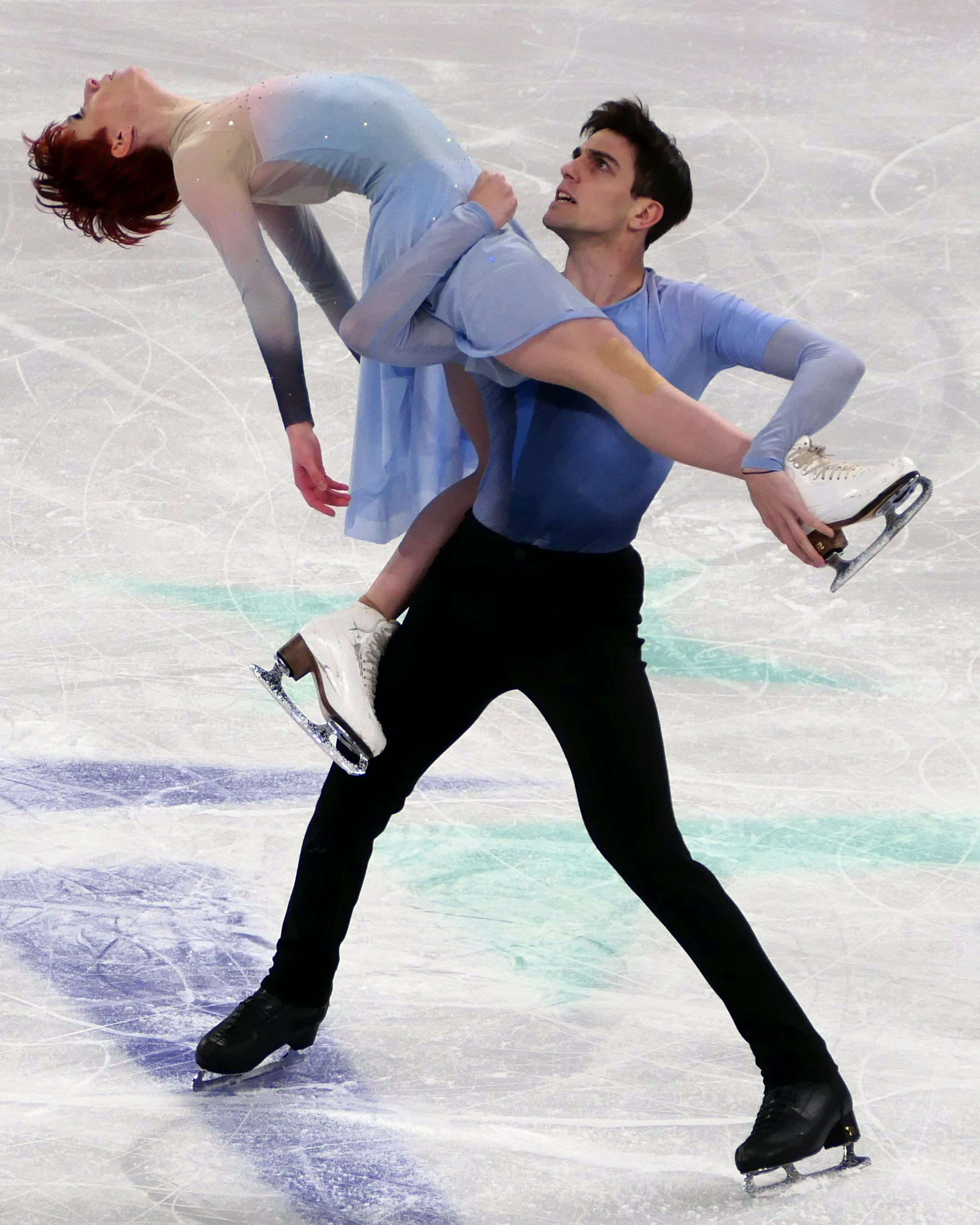
Евгения и Жоффре в 2024 году

| 2024/2025 | - Nightflight to Venus - Rasputin Boney M хореография: Ромен Агеноэр                                                                        | - Elephant - Fugue in D Minor - 360 BFRND хореография: Гийом Сизерон                                                         | - Il est interdit... Shanna - Satisfaction Бенни Бенасси                        |
| 2023/2024 | - Sans contrefaçon - Tristana Милен Фармер хореография: Ромен Агеноэр                                                                       | - Elegie in E-Flat Minor, Op. 3, No. 1 - Prélude in C-Sharp Minor, Op. 3, No. 2 Сергей Рахманинов хореография: Гийом Сизерон | - Il est interdit... Shanna - Satisfaction Бенни Бенасси                        |
| 2022/2023 | - Румба: Paxi Ni Ngongo Bonga - Самба: Magalenha Сержио Мендес хореография: Диана Рибас                                                     | - L'Accordéoniste - Mon Dieu Эдит Пиаф хореография: Гийом Сизерон                                                            | - Огни рампы - Золотая лихорадка - Новые времена Чарли Чаплин                   |
| 2021/2022 | - Хип-хоп: The Next Episode Доктор Дре и Snoop Dogg - Блюз: Killing Me Softly with His Song The Fugees - Хип-хоп: Jump Around House of Pain | - Adagio In Sol Minores Mi 26 Hauser - Allegretto Карл Дженкинс                                                              | - La vie en rose Эдит Пиаф - I Like to Move It Reel 2 Real ft. The Mad Stuntman |
| 2019/2021 | - Фокстрот: Too Darn Hot - Квикстеп: Too Darn Hot - Свинг: Too Darn Hot Коул Портер                                                         | - Adagio for Tron (из фильма «Трон: Наследие») Daft Punk - Bell Kiss Huggy and Dean Newton                                   |                                                                                 |
| 2018/2019 | - Танго: El Choclo | - Пляска смерти Камиль Сен-Санс                                                                                              |                                                                                 |

## Спортивные достижения

### с Жоффре Бриссо

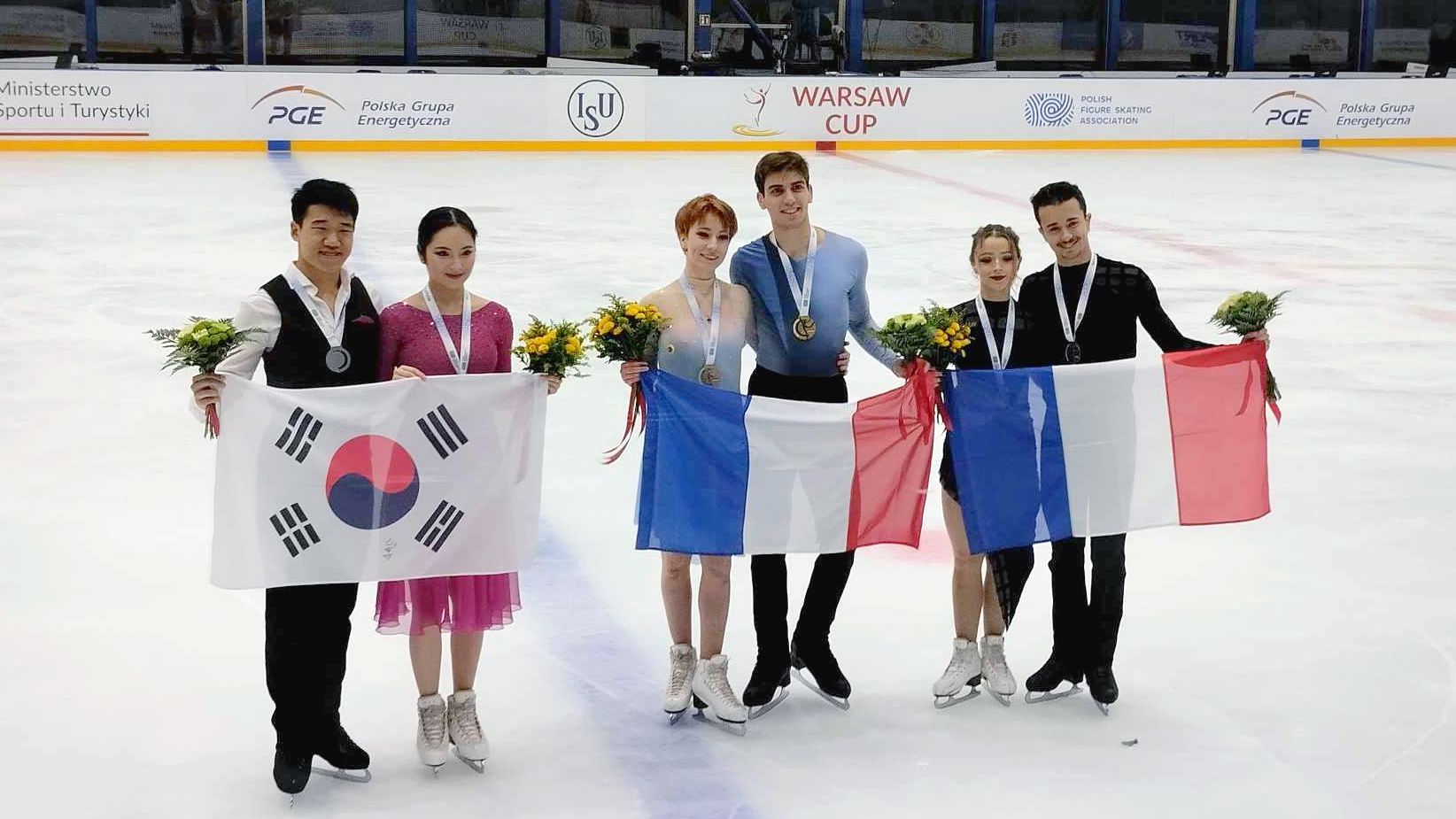
Евгения и Жоффре - победители Warsaw Cup 2023

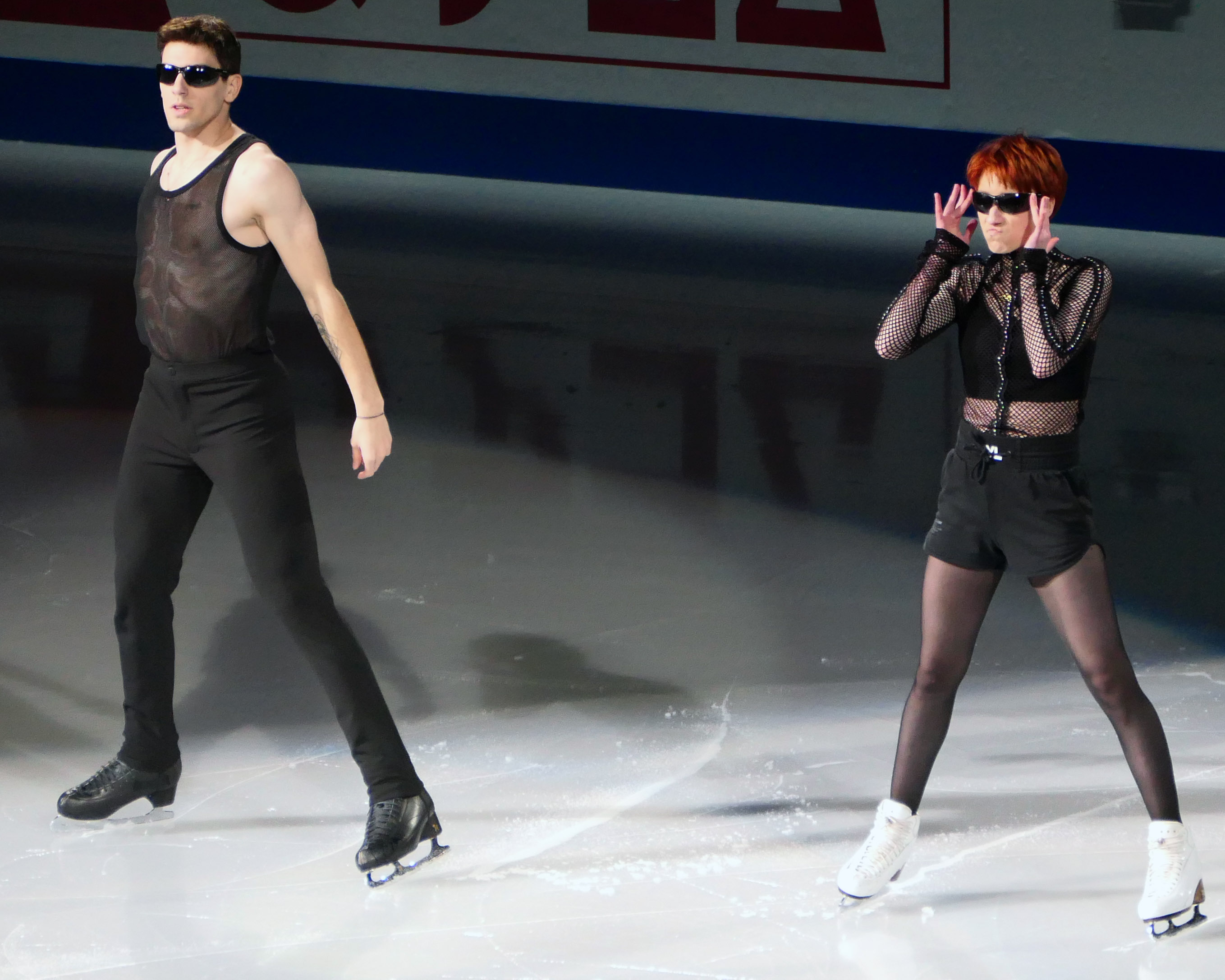
Показательные выступления на чемпионате мира в Монреале

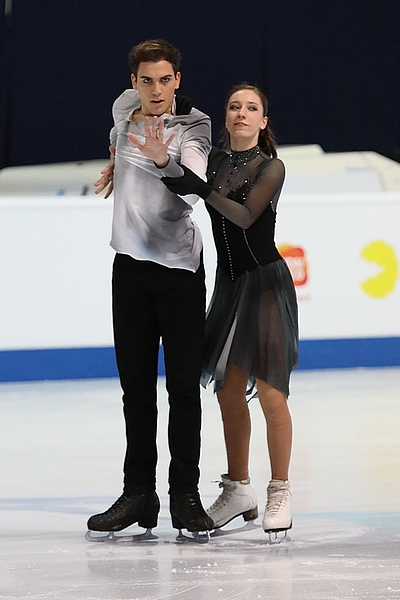
Лопарёва и Бриссо на чемпионате мира среди юниоров (2019)

| Соревнования                             | 18/19         | 19/20         | 20/21         | 21/22         | 22/23         | 23/24         | 24/25         |
| Международные                            | Международные | Международные | Международные | Международные | Международные | Международные | Международные |
| ---------------------------------------- | ------------- | ------------- | ------------- | ------------- | ------------- | ------------- | ------------- |
| Чемпионаты мира                          |               |               | 17            |               | 12            | 8             | 8             |
| Чемпионаты Европы                        |               | 15            |               | 9             | 5             | 4             | 2             |
| Финал Гран-при                           |               |               |               |               |               |               | 6             |
| Этапы Гран-при: Internationaux de France |               |               |               | 4             | 3             | 3             | 1             |
| Этапы Гран-при: NHK Trophy               |               |               |               |               | 5             |               |               |
| Этапы Гран-при: Gran Premio d'Italia     |               |               |               | 6             |               |               |               |
| Этапы Гран-при: Skate America            |               |               |               |               |               | 3             |               |
| Этапы Гран-при: Skate Canada             |               |               |               |               |               |               | 3             |
| Челленджеры. Autumn Classic              |               |               |               |               |               | 2             |               |
| Челленджеры. Budapest Trophy             |               |               |               |               | 2             |               |               |
| Челленджеры. Lombardia Trophy            |               |               |               | 8             |               |               |               |
| Челленджеры. Warsaw Cup                  |               | 4             |               |               |               | 1             | 1             |
| Челленджеры. Tallinn Trophy              |               |               |               |               |               |               | 1             |
| Челленджеры. Мемориал Ондрея Непелы      |               | 6             |               |               |               |               |               |
| Challenge Cup                            |               |               | 1             |               | 1             |               |               |
| Cup of Nice                              |               |               |               | 2             |               |               |               |
| Shanghai Trophy                          |               |               |               |               |               | 2             | 2             |
| Командные чемпионаты мира                |               |               |               |               | 5/5*          |               | 4/4*          |
| Международные: юниоры                    |               |               |               |               |               |               |               |
| Чемпионаты мира среди юниоров            | 10            |               |               |               |               |               |               |
| Egna Dance Trophy                        | 2             |               |               |               |               |               |               |
| Национальные                             |               |               |               |               |               |               |               |
| Чемпионаты Франции                       |               | 3             | 2             | 2             | 1             | 1             | 1             |
| Чемпионаты Франции среди юниоров         | 2             |               |               |               |               |               |               |
| Master's de Patinage                     |               | 4             | 1             | 2             | 1             | 1             | 1             |

- * — место в личном зачёте/командное место (с 2015 года личный зачёт не проводится).

### с Алексеем Карпушовым за Россию
| Соревнования                       | 15/16                 | 16/17                 | 17/18                 |
| Международные: юниоры              | Международные: юниоры | Международные: юниоры | Международные: юниоры |
| ---------------------------------- | --------------------- | --------------------- | --------------------- |
| Этапы юниорского Гран-при, Чехия   |                       | 4                     |                       |
| Этапы юниорского Гран-при, Австрия |                       |                       | 4                     |
| Национальные                       |                       |                       |                       |
| Первенство России среди юниоров    | 9                     | 9                     |                       |

## Детальные результаты

### С Жоффре Бриссо
| 2024/2025 сезон            | 2024/2025 сезон                   | 2024/2025 сезон | 2024/2025 сезон | 2024/2025 сезон |
| Дата                       | Событие                           | РТ              | ПТ              | Общее           |
| -------------------------- | --------------------------------- | --------------- | --------------- | --------------- |
| 17–20 апреля 2025          | Командный чемпионат мира 2025     | 4 81,78         | 5 116,44        | 4T/4P 198,22    |
| 25–30 марта 2025           | Чемпионат мира 2025               | 9 76,74         | 9 117,89        | 8 194,63        |
| 28 января – 2 февраля 2025 | Чемпионат Европы 2025             | 2 82,75         | 4 124,01        | 2 206,76        |
| 20–21 декабря 2024         | Чемпионат Франции 2025            | 1 83,42         | 1 130,76        | 1 214,18        |
| 5–8 декабря 2024           | Финал Гран-при 2024               | 5 76,98         | 6 118,93        | 6 195,91        |
| 20–24 ноября 2024          | Warsaw Cup 2024                   | 1 80,36         | 1 121,53        | 1 201,89        |
| 12–17 ноября 2024          | Tallinn Trophy 2024               | 1 78,93         | 1 119,98        | 1 198,91        |
| 31 октября – 3 ноября      | Grand Prix de France 2024         | 2 77,75         | 1 117,52        | 1 195,27        |
| 25–27 октября 2024         | Skate Canada 2024                 | 3 76,76         | 3 117,49        | 3 194,25        |
| 3–5 октября 2024           | Shanghai Trophy 2024              | 2 77,35         | 2 118,03        | 2 195,38        |
| 2023/2024 сезон            |                                   |                 |                 |                 |
| Дата                       | Событие                           | РТ              | ПТ              | Общее           |
| 18–24 марта 2024           | Чемпионат мира 2024               | 7 80,01         | 8 120,27        | 8 200,28        |
| 8–14 января 2024           | Чемпионат Европы 2024             | 4 78,47         | 4 118,70        | 4 197,17        |
| 10–14 декабря 2023         | Чемпионат Франции 2024            | 1 84,11         | 1 119,29        | 1 203,40        |
| 16–19 ноября 2023          | Warsaw Cup 2023                   | 1 77,94         | 1 118,62        | 1 196,56        |
| 3–5 ноября 2023            | Grand Prix de France 2023         | 3 76,95         | 3 113,87        | 3 190,82        |
| 20–22 октября 2023         | Skate America 2023                | 3 77,20         | 3 116,27        | 3 193,47        |
| 3–5 октября 2023           | Shanghai Trophy 2023              | 2 73,56         | 2 112,16        | 2 185,72        |
| 14–16 сентября 2023        | Autumn Classic International 2023 | 2 72,28         | 1 114,66        | 2 186,94        |
| 2022/2023 сезон            |                                   |                 |                 |                 |
| Дата                       | Событие                           | РТ              | ПТ              | Общее           |
| 13–16 апреля 2023          | Командный чемпионат мира 2023     | 5 76,15         | 4 118,52        | 5T/5P 194,67    |
| 22–26 марта 2023           | Чемпионат мира 2023               | 12 72,80        | 13 110,81       | 12 183,61       |
| 23–26 февраля 2023         | Challenge Cup 2023                | 1 77,33         | 1 119,13        | 1 196,46        |
| 25–29 января 2023          | Чемпионат Европы 2023             | 6 76,49         | 5 115,36        | 5 191,85        |
| 15–17 декабря 2022         | Чемпионат Франции 2023            | 1 76,87         | 1 121,22        | 1 198,09        |
| 18–20 ноября 2022          | NHK Trophy 2022                   | 6 72,84         | 5 111,79        | 5 184,63        |
| 4–6 ноября 2022            | Grand Prix de France 2022         | 3 73,17         | 3 113,98        | 3 187,15        |
| 13–16 октября 2022         | Budapest Trophy 2022              | 2 76,83         | 2 116,02        | 1 192,85        |
| 2021/2022 сезон            |                                   |                 |                 |                 |
| Дата                       | Событие                           | РТ              | ПТ              | Общее           |
| 10–16 января 2022          | Чемпионат Европы 2022             | 10 70,22        | 9 108,12        | 9 178,34        |
| 16–18 декабря 2021         | Чемпионат Франции 2022            | 2 76,64         | 2 119,28        | 2 195,92        |
| 19–21 ноября 2021          | Internationaux de France 2021     | 5 69,23         | 4 106,71        | 4 175,94        |
| 5–7 ноября 2021            | Gran Premio d'Italia 2021         | 6 67,31         | 5 107,32        | 6 174,63        |
| 20–24 октября 2021         | Cup of Nice                       | 2 69,01         | 2 105,68        | 2 174,69        |
| 10–12 сентября 2021        | Lombardia Trophy 2021             | 6 67,43         | 12 90,00        | 8 157,43        |
| 2020/2021 сезон            |                                   |                 |                 |                 |
| Дата                       | Событие                           | РТ              | ПТ              | Общее           |
| 22–28 марта 2021           | Чемпионат мира 2021               | 19 66,80        | 17 102,90       | 17 169,70       |
| 26–28 февраля 2021         | Challenge Cup                     | 1 65,68         | 1 99,83         | 1 165,51        |
| 5–6 февраля 2021           | Чемпионат Франции 2021            | 2 75,42         | 2 114,12        | 2 189,54        |
| 2019/2020 сезон            |                                   |                 |                 |                 |
| Дата                       | Событие                           | РТ              | ПТ              | Общее           |
| 20–26 января 2020          | Чемпионат Европы 2020             | 15 65,68        | 15 99,54        | 15 165,22       |
| 19–21 декабря 2019         | Чемпионат Франции 2020            | 3 71,39         | 3 111,48        | 3 182,87        |
| 14–17 ноября 2019          | Warsaw Cup 2019                   | 4 65,83         | 4 101,45        | 4 167,28        |
| 19–21 сентября 2019        | Ondrej Nepela Memorial 2019       | 8 63,98         | 4 101,70        | 6 165,68        |

| 2018/2019 сезон  | 2018/2019 сезон                   | 2018/2019 сезон | 2018/2019 сезон | 2018/2019 сезон | 2018/2019 сезон |
| Дата             | Событие                           | Категория       | РТ              | ПТ              | Общее           |
| ---------------- | --------------------------------- | --------------- | --------------- | --------------- | --------------- |
| 4—10 марта 2019  | Чемпионат мира среди юниоров 2019 | Юниоры          | 10 57,99        | 10 83,99        | 10 141,98       |
| 1—3 февраля 2019 | Egna Trophy                       | Юниоры          | 2 58,56         | 2 90,06         | 2 148,62        |